# Grégoire M'Bida
Grégoire M'Bida Abéga (n. Yaundé, Camerún, 27 de enero de 1952) es un exfutbolista camerunés, que jugaba de mediocampista y militó en diversos clubes de Camerún, Francia y Luxemburgo.

## Selección nacional
Con la Selección de fútbol de Camerún, disputó 32 partidos internacionales y anotó solo 2 goles. Incluso participó con la selección camerunés, en una sola edición de la Copa Mundial. La única participación de M´Bida en un mundial, fue en la edición de España 1982. donde anotó un gol en el empate a uno, ante la Italia de Paolo Rossi y Dino Zoff (que terminó siendo campeona de ese mundial), aunque su selección quedó eliminado, en la primera fase de la cita de España.

### Participaciones en Copas del Mundo
| Mundial                        | Sede   | Resultado    |
| ------------------------------ | ------ | ------------ |
| Copa Mundial de Fútbol de 1982 | España | Primera Fase |

## Clubes
| Club                  | País       | Año         |
| --------------------- | ---------- | ----------- |
| Canon Yaoundé         | Camerún    | 1974 - 1982 |
| Bastia                | Francia    | 1982 - 1984 |
| Angers                | Francia    | 1984 - 1985 |
| Dunkerque             | Francia    | 1985 - 1986 |
| Évian Thonon Gaillard | Francia    | 1986 - 1987 |
| Sedan                 | Francia    | 1987 - 1989 |
| Alliance Dudelange    | Luxemburgo | 1989 - 1990 |